# Capi di governo di Saint Vincent e Grenadine
Questo è l'elenco dei capi di governo di Saint Vincent e Grenadine dall'istituzione della carica di Chief Minister nel 1956 ad oggi.

## Ministri capo di Saint Vincent (1956-1969)
| # | Ritratto | Nome            | Mandato        | Mandato         | Elezione               | Partito                    |
| # | Ritratto | Nome            | Inizio         | Fine            | Elezione               | Partito                    |
| - | -------- | --------------- | -------------- | --------------- | ---------------------- | -------------------------- |
| 1 |          | Ebenezer Joshua | 1956           | 19 maggio 1967  | 1954, 1957, 1961, 1966 | People's Political Party   |
| 2 |          | Milton Cato     | 19 maggio 1967 | 27 ottobre 1969 | 1967                   | Saint Vincent Labour Party |

## Premier di Saint Vincent (1969-1979)
| #   | Ritratto | Nome                      | Mandato         | Mandato         | Elezione | Partito                    |
| #   | Ritratto | Nome                      | Inizio          | Fine            | Elezione | Partito                    |
| --- | -------- | ------------------------- | --------------- | --------------- | -------- | -------------------------- |
| 1   |          | Milton Cato               | 27 ottobre 1969 | aprile 1972     |          | Saint Vincent Labour Party |
| 2   |          | James Fitz-Allen Mitchell | aprile 1972     | 8 dicembre 1974 | 1972     | Indipendente               |
| (1) |          | Milton Cato               | 8 dicembre 1974 | 27 ottobre 1979 | 1974     | Saint Vincent Labour Party |

## Primi ministri di Saint Vincent e Grenadine (1979-oggi)
| # | Ritratto | Nome                      | Mandato         | Mandato         | Elezione                     | Partito                    |
| # | Ritratto | Nome                      | Inizio          | Fine            | Elezione                     | Partito                    |
| - | -------- | ------------------------- | --------------- | --------------- | ---------------------------- | -------------------------- |
| 1 |          | Milton Cato               | 27 ottobre 1979 | 30 luglio 1984  | 1979                         | Saint Vincent Labour Party |
| 2 |          | James Fitz-Allen Mitchell | 30 luglio 1984  | 27 ottobre 2000 | 1984, 1989, 1994, 1998       | New Democratic Party       |
| 3 |          | Arnhim Eustace            | 27 ottobre 2000 | 29 marzo 2001   |                              | New Democratic Party       |
| 4 |          | Ralph Gonsalves           | 29 marzo 2001   | in carica       | 2001, 2005, 2010, 2015, 2020 | Unity Labour Party         |